# Eatoniella demissa
Eatoniella demissa là một loài ốc biển nhỏ, là động vật thân mềm chân bụng sống ở biển trong họ Eatoniellidae.